# Programa de Erradicação do Trabalho Infantil
O Programa de Erradicação do Trabalho Infantil, conhecido também sob a sigla PETI, é um conjunto de ações que têm o objetivo de retirar crianças e adolescentes menores de 16 anos do trabalho precoce, exceto na condição de aprendiz a partir de 14 anos. O programa, além de assegurar transferência direta de renda às famílias, oferece a inclusão das crianças e dos jovens em serviços de orientação e acompanhamento. A frequência à escola também é exigida.